# Santa Leocádia (Baião)
Santa Leocádia is een plaats (freguesia) in de Portugese gemeente Baião en telt 641 inwoners (2001).